# کاوشگر فضایی اولیس

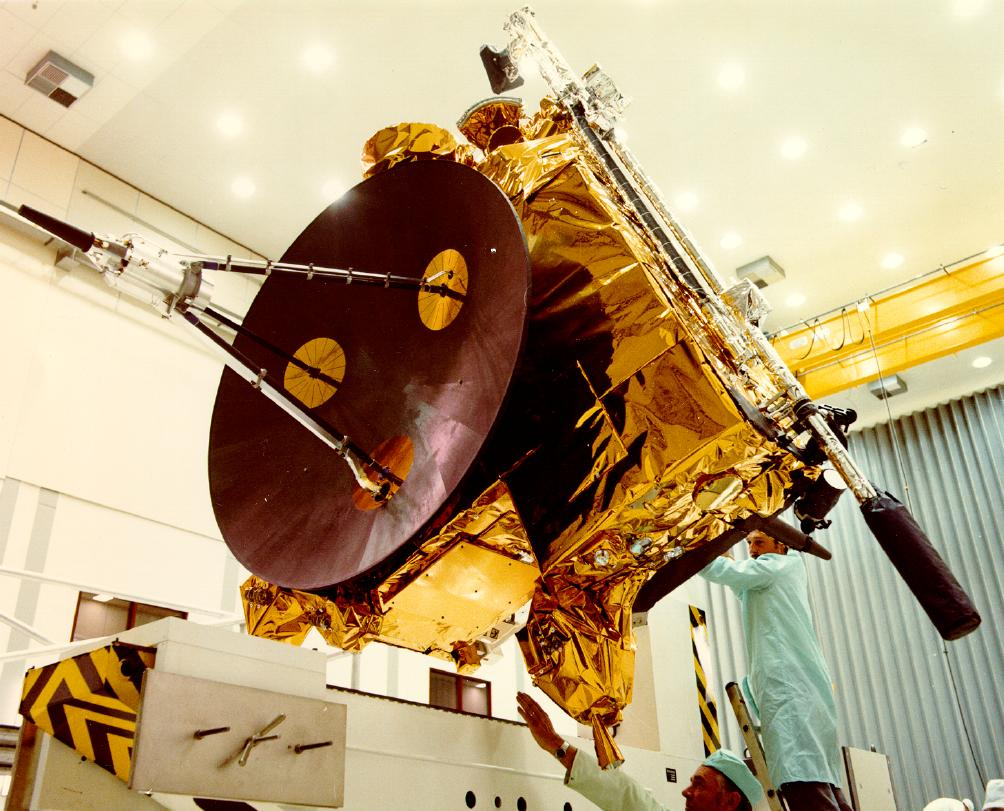
فضاپیمای اولیس

اولیس کاوشگری بود که از صفحه فرضی فضا که حاوی کلیه مدارهای سیارات است گذشت این کار نیازمند مساعدت میدان جاذبه مشتری بود کاوشگر اولیس در پروازش در سال ۱۹۹۴ از قطب جنوبی خورشید و در سال ۱۹۹۵ از بالای قطب شمالی آن گذشت و مطالعه باد خورشیدی و میدان مغناطیسی خورشید بر فراز قطبهایش را امکان پذیر ساخت.